# ジョン・ボイド (外交官)
サー・ジョン・ボイド（John Boyd、1936年1月17日 - 2019年10月18日）はイギリスの外交官。
ケンブリッジ大学のチャーチル・カレッジの元マスター（任期1996年 - 2006年）にして、元駐日英国大使（任期1992年 - 1996年）。1980年に救世軍から勲位を授かった。2007年春、旭日大綬章叙勲